# Bataille de La Mesa
Conquête de la Californie
Batailles
La bataille de La Mesa (également connue sous le nom de bataille de Los Angeles ) est la dernière bataille de la campagne de Californie pendant la guerre américano-mexicaine. Elle a lieu le 9 janvier 1847, sur le site de l'actuelle ville de Vernon, en Californie, le lendemain de la bataille du Rio San Gabriel . La bataille est une victoire pour l'armée américaine sous le commandement du commodore Robert F. Stockton et du général Stephen W. Kearny.

## Contexte
Ne trouvant aucun Californio au ranch du gouverneur Pío Pico, les Américains sous le commandement de Stockton et Kearny traversent la plaine appelée La Mesa, entre la rivière San Gabriel et la rivière Los Angeles :192. Ils rencontrent la force de 300 miliciens californios de José María Flores avec de l'artillerie:192,  près de l'endroit où se trouve aujourd'hui la ville de Vernon, à un peu plus de 6 km (4 mi) au sud de Los Angeles.

## Bataille
Les canons californios sont inefficaces, tandis que les canons américains répondent depuis leur carré à mesure que les Américains avancent:192. Flores étend sa ligne et amène deux autres canons:192. Stockton s'arrête et regroupe ses canons en une seule batterie:192. Au bout de quinze minutes, le feu de Stockton force l'artillerie californio à se mettre hors de portée:192. Flores envoie ses lanciers contre le flanc gauche américain mais ils sont repoussés ; la plupart de ses hommes désertent, permettant aux Américains d'avancer vers Los Angeles:192.  

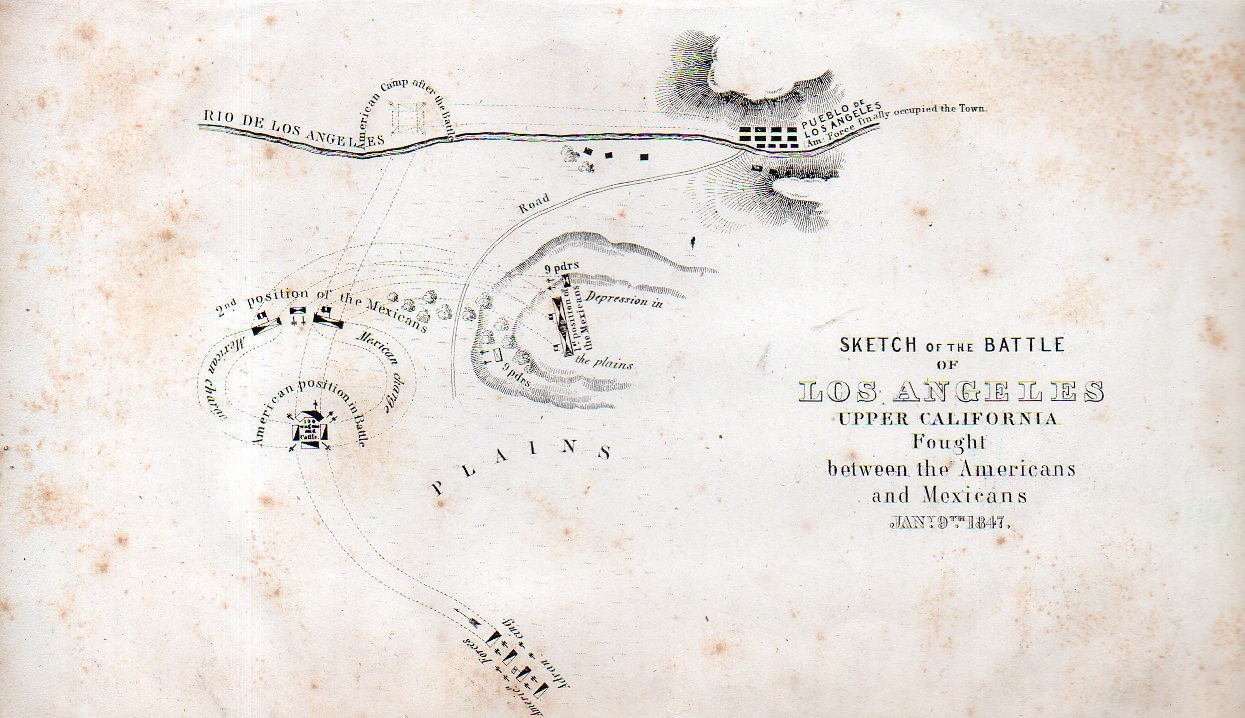
Carte montrant comment le déroulement de la bataille.

## Conséquences
Il s'agit de la dernière résistance armée à la conquête américaine de la Californie. Le général José María Flores retourne ensuite au Mexique. Trois jours après la bataille, le 12 janvier, le dernier groupe important de résidents se rend aux forces américaines. La conquête et l'annexion de la Haute-Californie sont réglées avec la signature du traité de Cahuenga par le lieutenant-colonel de l'armée américaine John C. Frémont et le général mexicain Andrés Pico le 13 janvier 1847.

## Marqueur de monument historique de Californie
Le site de la bataille est désormais enregistré comme monument historique de Californie  (CHL) n° 167. La plaque était intialement située au 4490 Exchange Avenue à Downey Road à Vernon, mais elle a disparu en 2012 et une nouvelle plaque a été installée à côté de l'hotel de ville de Vernon. Le site internet contient le texte suivant:
- NON. 167 CHAMP DE BATAILLE DE LA MESA - Le champ de bataille de La Mesa a servi de campement aux forces californiennes sous le commandement du général Castro à l'été 1846, pendant l'occupation de la Californie par les États-Unis pendant la guerre du Mexique. La bataille de La Mesa, dernière rencontre militaire de la guerre sur le front californien, s'est déroulée ici le 9 janvier 1847.

|                                                                                                 |
| "La bataille de La Mesa 1847 au parc à bestiaux Union mit fin à la domination mexicaine" (1929) |

| |
| Emplacement original du monument commémoratif de la bataille de La Mesa (emplacement probable du camp mexicain pendant la bataille) |

|                                                              |
| Nouveau monument à l'extérieur de l'hôtel de ville de Vernon |

|                                                              |
| Nouveau monument à l'extérieur de l'hôtel de ville de Vernon |

|                                         |
| Plaque montrant la carte de la bataille |

## Lectures complémentaires
- Bancroft, Hubert Howe (1882). The Works of Hubert Howe Bancroft . San Francisco : AL Bancroft & Co.(OCLC 2539133) .